# 布雷茹-达马德里迪德乌斯
布雷茹-达马德里迪德乌斯是巴西伯南布哥州的一个市镇。总面积762.088平方公里，总人口42250人，人口密度55.4人/平方公里。